# Lino Morbioli
Lino Morbioli (Verona, 13 ottobre 1922 – ...) è stato un calciatore italiano, di ruolo attaccante.

## Caratteristiche tecniche
Giocava come mezzala.

## Carriera
Nella stagione 1941-1942 fa parte della rosa del Verona (in Serie C) senza mai scendere in campo; nella stagione successiva gioca ancora in terza serie, questa volta con la maglia dell'Audace San Michele Extra, squadra con cui nella stagione 1943-1944 disputa 5 partite in Divisione Nazionale.
Dopo la fine della Seconda guerra mondiale torna al Verona, con cui nella stagione 1945-1946 gioca stabilmente da titolare nel campionato di Serie B e C Alta Italia, nel quale colleziona 15 presenze (su 22 partite totali) segnando anche 5 reti. Rimane al Verona anche nella stagione 1946-1947, nella quale mette a segno una rete in 17 presenze nel campionato di Serie B. A fine stagione lascia la squadra veneta per trasferirsi al Como, con cui nella stagione 1947-1948 segna una rete in 15 presenze nella serie cadetta.
Dopo tre stagioni in seconda serie, nella stagione 1948-1949 scende di categoria e gioca nel campionato di Serie C nel Marzotto Valdagno, società con la quale gioca in Serie C anche durante la stagione 1949-1950.